# 戲棚粥
戲棚粥是一種香港食品。在1960年代，遷居到香港的潮汕人，每逢盂蘭節都會在街頭搭建臨時舞台，演出神功戲，而附近常有熟食攤檔擺賣小食，為觀眾提供看戲的食物。其中一種食品是類似泡飯的稀粥，由於是在戲棚附近供應，所以便稱為戲棚粥。
戲棚粥是利用不同食材做成的雜燴，材料並不固定，可以包括大地魚乾、滷水鵝片、蠔仔、鱔片、豬腩肉、魷魚、瑤柱、冬菇和冬菜等。戲棚粥的湯多用豬骨煲成。時移世易，香港的經濟在1970年代高速發展，加上西方零食大量湧入，市民可選擇的食物多樣化，帶有草根色彩的戲棚粥也隨之式微，現在戲棚粥只在部分潮州食店和粥店供應。